# Герра, Рене
Рене́ Герра́ (фр. René Guerra; 13 июля 1946, Страсбург) — французский филолог-славист и коллекционер.

## Биография
Учился в Париже в Институте восточных языков и в Сорбонне[уточнить]. Магистерскую (а впоследствии, в 1981 году и докторскую) диссертацию посвятил творчеству русского прозаика Бориса Зайцева, в 1967—1972 годах служил у него литературным секретарём. Преподавал в Университете Ниццы и Институте восточных языков, а также в Центре языков и иностранных военных исследований при Парижской военной школе,  работал переводчиком-синхронистом. Вёл активную переписку со многими видными деятелями советской культуры, избранные материалы из этой переписки опубликовал в 1992 году в собственном издательстве («Жаль русский народ: Переписка Рене Герра с деятелями советской культуры». — <Paris>: Editions Albatros, 1992). Занимался литературой и культурой русской эмиграции во Франции. Богатейший архив Герра содержит множество материалов из личных архивов Ивана Бунина, Ирины Одоевцевой, Юрия Анненкова, Георгия Адамовича и других крупнейших культурных деятелей эмиграции, со многими из которых Герра был хорошо знаком. Рене Герра основал и возглавил Ассоциацию по сохранению русского культурного наследия во Франции. В последние годы он много выступает в России.

## Награды и звания
- Орден Дружбы (12 ноября 2007 года, Россия) — за большой вклад в развитие российско-французского сотрудничества[1][2].
- Царскосельская художественная премия (2009 год).
- Почётный зарубежный член Российской академии художеств.